# Mitgefangen
Mitgefangen ist ein Schweizer Dokumentarfilm von Annina Furrer aus dem Jahr 2023. Der Film beleuchtet die oft übersehene Situation der Angehörigen von inhaftierten Personen, die unter den Folgen der Haftstrafe eines Familienmitglieds leiden. Der Film wurde von der Berner Produktionsfirma Lomotion AG produziert.

## Rezeption
Medienberichte zu Mitgefangen betonen, dass der Dokumentarfilm ein unterrepräsentiertes und relevantes Thema aufgreift.